# Anapurus
Anapurus là một đô thị thuộc bang Maranhão, Brasil. Đô thị này có diện tích 608,274 km², dân số năm 2007 là 12660 người, mật độ 20,81 người/km².